# Werner Bleiner
Werner Bleiner (* 26. Mai 1946 in Tschagguns) ist ein ehemaliger österreichischer Skirennläufer. Er gehörte Ende der 1960er und zu Beginn der 1970er Jahre im Slalom und vor allem im Riesenslalom zu den erfolgreichsten Athleten weltweit. Bleiner gewann zwei Weltcuprennen und wurde 1970 Riesenslalom-Vizeweltmeister.

## Biografie
Bleiner begann im Alter von 12 Jahren den Skisport wettkampfmäßig auszuüben. Im österreichischen Nachwuchs gehörte er bald zu den stärksten Läufern und gewann von 1964 bis 1966 acht Juniorenmeistertitel, wobei er 1965 sogar in allen vier Disziplinen (Abfahrt, Riesenslalom, Slalom und Kombination) siegte. Auch auf internationaler Ebene verzeichnete er in diesen Jahren seine ersten Erfolge. Nachdem er 1964 bereits Zweiter im B-Klasse-Slalom am Ätna wurde, erzielte er 1965 in der erstklassig besetzten Lauberhornabfahrt in Wengen ebenfalls den zweiten Platz. Gute Resultate erzielte er im Winter 1965 auch in den Skandinavien-Rennen: In der Abfahrt von Narvik und im Riesenslalom von Gällivare wurde er jeweils Dritter und im Riesenslalom von Åre feierte er seinen ersten Sieg. In den nächsten Jahren wurde dann auch der Riesenslalom zu seiner stärksten Disziplin. Im Winter 1965/66 gelangen ihm ein weiterer Sieg im Riesenslalom von Kranjska Gora und zwei zweite Plätze in den Riesenslaloms von Cortina d’Ampezzo und Oberwiesenthal. Er qualifizierte sich für die Weltmeisterschaften 1966 im chilenischen Portillo und erreichte dort den siebten Platz im Riesenslalom.
Während der ersten Weltcupsaison 1967 erzielte Bleiner insgesamt sechs Top-10-Ergebnisse in allen drei damals ausgetragenen Disziplinen (Abfahrt, Riesenslalom und Slalom), darunter zwei dritte Plätze zu Saisonende im Slalom und im Riesenslalom von Jackson Hole hinter Jean-Claude Killy, womit er den neunten Platz im Gesamtweltcup erreichte. Zudem gelang ihm ein Sieg im nicht zum Weltcup zählenden Riesenslalom am Whistler Mountain. In der Weltcupsaison 1968 fuhr Bleiner zunächst zweimal unter die besten zehn. Keinen Erfolg hatte er beim Riesenslalom der Olympischen Winterspiele 1968. Wegen eines Torfehlers aufgrund eines Sturzes wurde er disqualifiziert. Etwas mehr als zwei Wochen später, am 24. Februar 1968, gewann Bleiner im Riesenslalom von Oslo sein erstes Weltcuprennen. Im Gesamtweltcup fiel er allerdings auf den 21. Platz zurück.
In der gesamten Saison 1968/69 kam Bleiner nicht in Form und fuhr in keinem einzigen Weltcuprennen in die Punkteränge, also unter die schnellsten zehn. Seine besten Resultate waren zwei elfte Plätze. Deutlich erfolgreicher verlief die Saison 1969/70: Bleiner gewann bei den Weltmeisterschaften 1970 in Gröden hinter seinem Landsmann Karl Schranz die Silbermedaille im Riesenslalom. Danach folgten in Weltcup-Riesenslaloms zwei weitere zweite Plätze und am Saisonende im Riesenslalom von Voss sein zweiter Weltcupsieg. Insgesamt konnte er sich in diesem Winter in zehn von elf Weltcup-Riesenslaloms (die Rennen der Weltmeisterschaften zählten ebenfalls zum Weltcup) unter den besten acht klassieren und erreichte damit punktegleich mit Schranz den vierten Platz im Riesenslalomweltcup. Mit zwei Top-6-Ergebnissen in Slaloms erreichte er den siebenten Rang im Gesamtweltcup, womit diese Saison zu seiner erfolgreichsten wurde.
Danach konnte Bleiner aber an diese Ergebnisse nicht mehr anschließen. In der Saison 1970/71 erreichte er noch fünf Top-10-Ergebnisse, aber nur einen Podestplatz im Riesenslalom von Mont Sainte-Anne, weshalb er im Disziplinenweltcup auf Platz acht zurückfiel und in der Gesamtwertung nicht mehr unter den besten 20 zu finden war. Noch schlechter verlief die Saison 1971/72, in der er nur zweimal unter die schnellsten zehn fuhr. Bei den Olympischen Winterspielen 1972 belegte er den 18. Platz im Riesenslalom.
Weil Bleiner im Weltcup nicht mehr Fuß fassen konnte, wechselte er 1973 in die nordamerikanische Profi-Rennserie. Dort erzielte er noch einige Erfolge und gewann im Winter 1974/75 die Riesenslalomwertung. Über mehrere Jahre konnte er sich unter den besten zehn der Gesamtwertung klassieren, bis er sich 1979 vom Skirennsport zurückzog.

## Erfolge

### Olympische Spiele
- Sapporo 1972: 18. Riesenslalom

### Weltmeisterschaften
- Portillo 1966: 7. Riesenslalom
- Gröden 1970: 2. Riesenslalom

### Weltcup
- Saison 1967: 9. Gesamtwertung, 6. Riesenslalomwertung
- Saison 1968: 9. Riesenslalomwertung
- Saison 1969/70: 7. Gesamtwertung, 4. Riesenslalomwertung
- Saison 1970/71: 8. Riesenslalomwertung
- 7 Podestplätze, davon 2 Siege:

| Datum            | Ort  | Land     | Disziplin    |
| ---------------- | ---- | -------- | ------------ |
| 24. Februar 1968 | Oslo | Norwegen | Riesenslalom |
| 13. März 1970    | Voss | Norwegen | Riesenslalom |

## Auszeichnungen
- 1999: Silbernes Ehrenzeichen für Verdienste um die Republik Österreich